# Europastraße 65
Die Europastraße 65 (kurz: E 65) ist eine Europastraße. Sie beginnt in Malmö, Schweden und endet in Chania, Griechenland. Die Straße hat eine Länge von 3.800 Kilometer.
Die Straße führt durch folgende Orte:
- Schweden: Malmö – Ystad
- (Ostsee)
- Polen: Świnoujście – Wolin – Goleniów – Szczecin – Gorzów Wielkopolski – Świebodzin – Zielona Góra – Legnica – Jelenia Góra
- Tschechien: Harrachov – Železný Brod – Turnov – Mladá Boleslav – Prag – Jihlava – Brno
- Slowakei: Bratislava
- Ungarn: Rajka – Csorna – Szombathely – Zalaegerszeg – Nagykanizsa – Letenye
- Kroatien: Goričan – Novi Marof – Zagreb – Karlovac – Rijeka – Senj – Zadar – Šibenik – Split – Opuzen – Dubrovnik
- Bosnien und Herzegowina: Neum
- Montenegro: Petrovac na moru – Podgorica – Kolašin – Bijelo Polje
- Kosovo: Mitrovica,  Pristina, Lipjan, Ferizaj, Kaçanik, Han i Elezit
- Nordmazedonien: Skopje – Kičevo – Ohrid – Bitola
- Griechenland: Niki – Vevi – Kozani – Larisa – Domokos – Lamia – Bralos – Itea – Andirrio – Rio-Andirrio-Brücke – Rio – Egio – Korinth – Tripoli – Kalamata – (Mittelmeer) – Kissamos – Chania. Auf der Strecke zwischen Niki und Lamia deckt sich ihr Verlauf mit demjenigen der Ethniki Odos 3.

## Verlauf
| Als:                    | Abschnitt:                      | Länge: |
| ----------------------- | ------------------------------- | ------ |
| Schweden                |                                 |        |
| E65                     | Malmö – Ystad                   | 55 km  |
| Polen                   |                                 |        |
| D3                      | Świnoujście – Parłówko          | 34 km  |
| S3                      | Parłówko – Gmina Bolków         | 406 km |
| D5                      | Gmina Bolków – Szklarska Poręba | 66 km  |
| Tschechien              |                                 |        |
| S10                     | Harrachsdorf – Turnov           | 49 km  |
| D10                     | Turnov – Prag                   | 70 km  |
| D0                      | Prag – Šeberov                  | 18 km  |
| D1                      | Šeberov – Brünn                 | 196 km |
| D2                      | Brünn – Břeclav                 | 59 km  |
| Slowakei                |                                 |        |
| D2                      | Brodské – Bratislava            | 81 km  |
| Ungarn                  |                                 |        |
| M15                     | Rajka – Levél                   | 14 km  |
| M1                      | Levél – Mosonmagyaróvár         | 7 km   |
| F86                     | Mosonmagyaróvár – Nádasd        | 137 km |
| F76                     | Nádasd – Zalaegerszeg           | 24 km  |
| F74                     | Zalaegerszeg – Nagykanizsa      | 50 km  |
| M7                      | Nagykanizsa – Letenye           | 23 km  |
| Kroatien                |                                 |        |
| A4                      | Donji Kraljevec – Sesvete       | 97 km  |
| A3                      | Sesvete – Zagreb                | 22 km  |
| A1                      | Zagreb – Bosiljevo              | 68 km  |
| A6                      | Bosiljevo – Rijeka              | 79 km  |
| A7                      | Rijeka – Kraljevica             | 15 km  |
| D8                      | Kraljevica – Senj               | 44 km  |
| D23                     | Senj – Brinje                   | 26 km  |
| A1                      | Brinje – Šestanovac             | 292 km |
| D62                     | Šestanovac – Vrgorac            | 46 km  |
| D512                    | Vrgorac – Makarska              | 30 km  |
| D8                      | Makarska – Klek                 | 82 km  |
| Bosnien und Herzegowina |                                 |        |
| M2                      | Neum-Korridor                   | 9 km   |
| Kroatien                |                                 |        |
| D8                      | Slano – Gruda                   | 94 km  |
| Montenegro              |                                 |        |
| M1                      | Sutorina – Petrovac na moru     | 91 km  |
| M2                      | Petrovac na moru – Podgorica    | 58 km  |
| A1                      | Podgorica – Kolašin             | 39 km  |
| M2                      | Kolašin – Stupa                 | 144 km |
| Serbien                 |                                 |        |
| M22                     | Tutin – Novi Pazar              | 16 km  |
| Kosovo                  |                                 |        |
| M2                      | Brnjak – Pristina               | 75 km  |
| R6                      | Pristina – Elez Han             | 61 km  |
| Nordmazedonien          |                                 |        |
| A4                      | Pustenik – Skopje               | 14 km  |
| A2                      | Skopje – Ohrid                  | 164 km |
| A3                      | Ohrid – Bitola                  | 199 km |
| Griechenland            |                                 |        |
| N3                      | Florina – Lamia                 | 326 km |
| A1                      | Lamia – Thermopylen             | 9 km   |
| N27                     | Thermopylen – Itea              | 64 km  |
| N48                     | Itea – Patras                   | 105 km |
| N8a                     | Patras – Korinth                | 117 km |
| N7                      | Korinth – Kalamata              | 189 km |
| N90                     | Kissamos – Chania               | 40 km  |

## Galerie

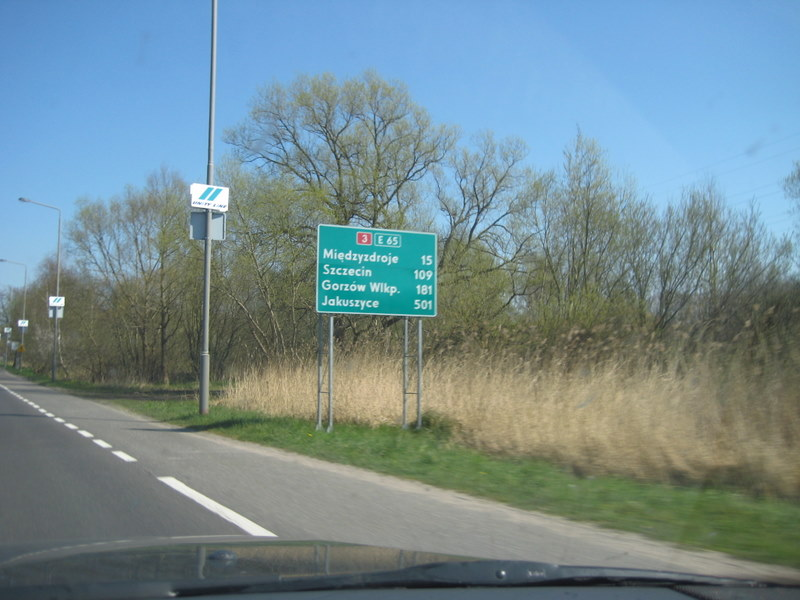
Europastraße 65 am Ostseehafen Świnoujście (Swinemünde), Polen.
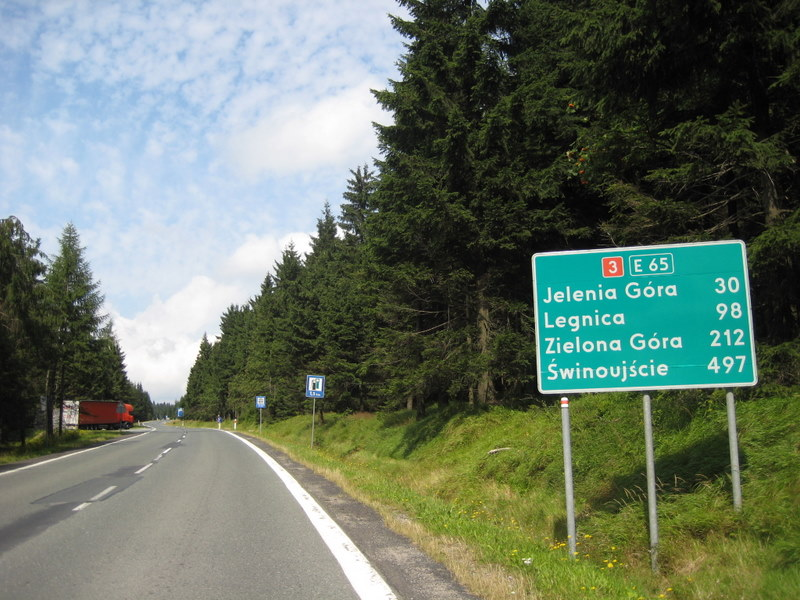
Europastraße 65 am tschechisch-polnischen Grenzübergang Harrachov-Jakuszyce
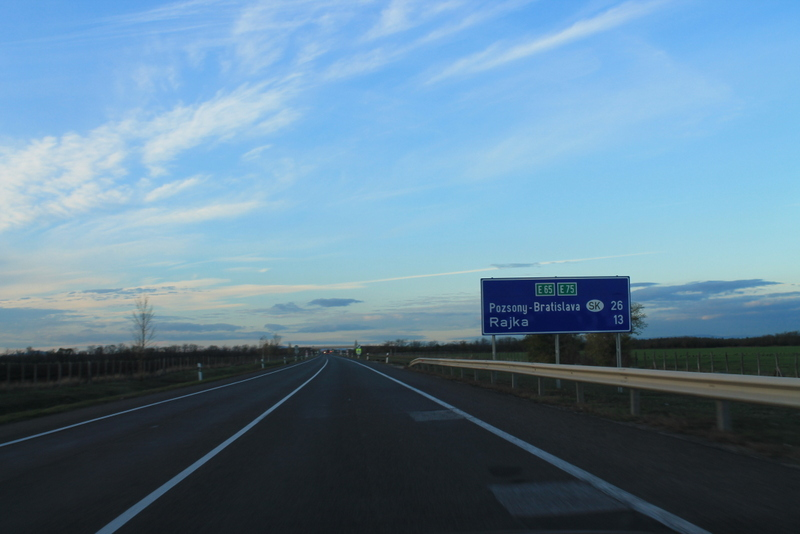
E 65 zwischen Győr und Bratislava
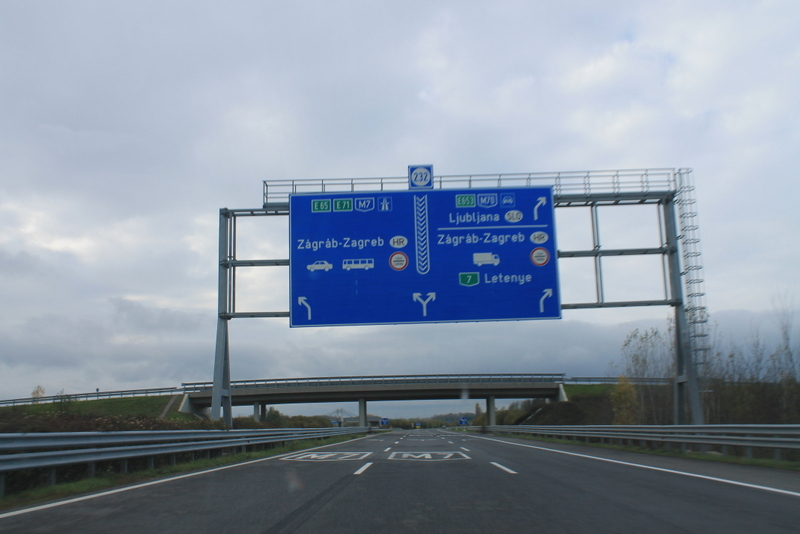
E 65 bei Letenye in Ungarn, Grenze nach Kroatien und Slowenien
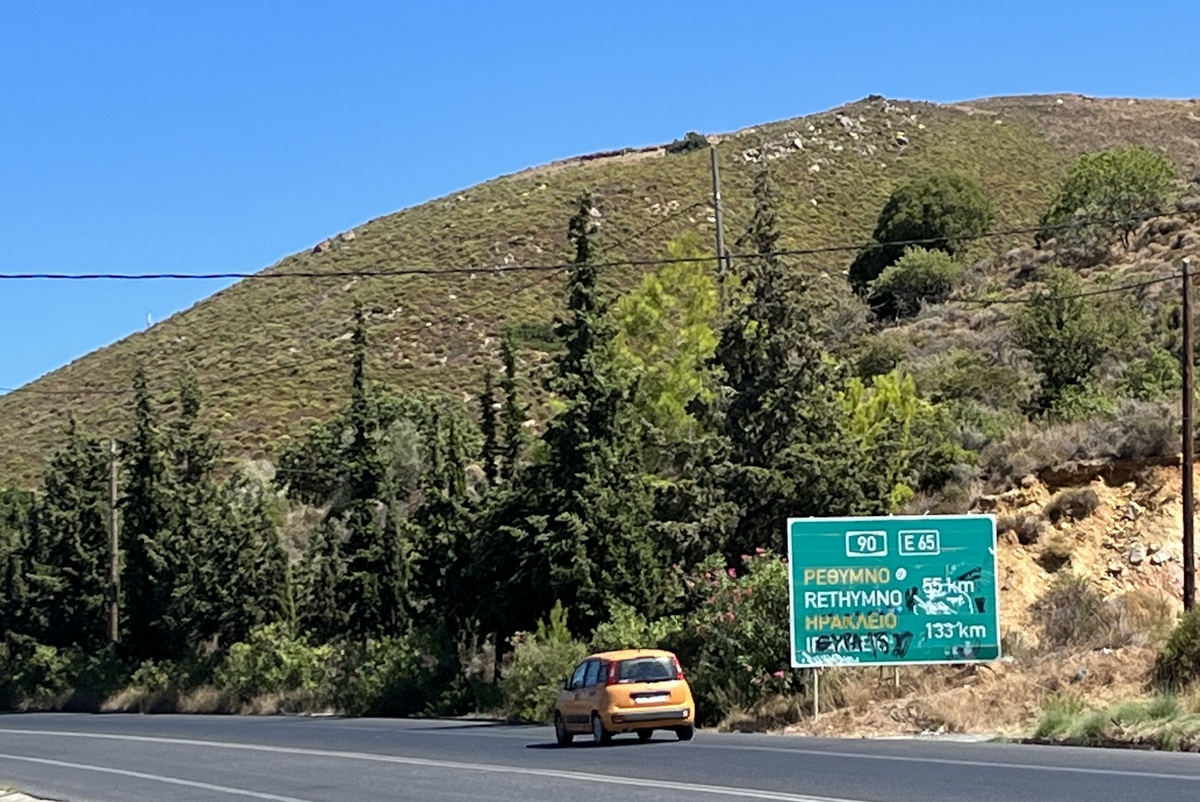
E 65 wenige Kilometer nach ihrem südlichen Beginn in Chania, Kreta